# باور سلاب
باور سلاب (بالإنجليزية: Power Slap) هي شركة أمريكية لترويج فنون القتال بالصفعات يملكها الرئيس التنفيذي لليو إف سي دانا وايت.
اكتسبت فرقة باور سلاب شهرتها لأول مرة من خلال إنتاج برنامج تلفزيوني واقعي بعنوان باور سلاب: الطريق إلى اللقب (بالإنجليزية: Power Slap: Road to the Title)، والذي تم بثه في الأصل على شبكة تي بي إس [الإنجليزية]
 في الولايات المتحدة وعلى رامبل دوليًا. قام المتسابقون في العرض بصفع بعضهم البعض على الوجه للفوز ببطولة «دوري باور سلاب». تكون الموسم الأول من العرض من 8 حلقات مسجلة مسبقًا وتبعه حدث باور سلاب 1 المباشر الذي تم بثه حصريًا على رامبل.
تم إنتاج العرض تنفيذيًا بواسطة مالك باور سلاب، دانا وايت. كان من المقرر أن يبدأ عرض المسلسل في 11 يناير 2023، ولكن تم تأجيله لمدة أسبوع بعد تصوير وايت وهو يصفع زوجته في ملهى ليلي مكسيكي في حفل رأس السنة الجديدة.
العرض، الذي يُعتبر البرنامج الأول لرياضة القتال بالصفعات، حصل على تقييمات أقل بكثير من برنامجه التمهيدي للمصارعة المحترفة، إيه إي دبليو ديناميت، حيث اجتذب باستمرار حوالي 250،000 مشاهد مقارنة بنحو 800،000 مشاهد ديناميت. في 13 مارس 2023، أكد ممثلو وارنر براذرز ديسكفري وتي بي إس لمصادر إعلامية أن الشبكة لن تبث برنامج باور سلاب: الطريق إلى اللقب بعد الحلقة النهائية للموسم الأول، والتي تم بثها في الأسبوع السابق، ويرجع ذلك جزئيًا إلى تقييماته المنخفضة. بعد إلغاء برنامج الطريق إلى اللقب تي بي إس، أكد وايت أن باور سلاب سيستمر في إقامة الأحداث وإنتاج المحتوى لرامبل. خلال الحدث المباشر لـ باور سلاب 5، تم الإعلان عن أن الموسم الثاني من الطريق إلى اللقب من المقرر أن يتم بثه على رامبل. بدأ بث الموسم الثاني في 15 نوفمبر 2023. بدأ بث الموسم الثالث في 24 يوليو 2024.

## وصلات خارجية
- الموقع الرسمي
- باور سلاب على قاعدة بيانات الأفلام على الإنترنت